# Maurice Halbwachs
Maurice Halbwachs (Reims, 11 de marzo de 1877 - campo de concentración de Buchenwald, 16 de marzo de 1945, donde fue deportado) fue un psicólogo y sociólogo francés de la escuela durkheimiana.

## Trayectoria
Halbwachs era hijo de un profesor de alemán del Liceo de Reims. Fue Agregado de filosofía, doctor en derecho y en letras (publicó inicialmente una monografía, Leibniz. Luego fue nombrado profesor de filosofía en la facultad de letras de Caen y después, en 1919, profesor de sociología en la facultad de Estrasburgo. En 1935 obtuvo una cátedra en la Sorbona. 
Halbwachs, que viajó mucho como profesional, fue nombrado presidente del Instituto francés de sociología en 1938. El 10 de mayo de 1944 fue elegido para la cátedra de psicología colectiva en el Colegio de Francia; pero el 23 de julio fue detenido por la Gestapo, algunos días después de su hijo Pierre y algunos meses después del asesinato de su suegro, Victor Basch y de la mujer de este. Fue internado en Fresnes y después deportado a Buchenwald, donde murió. 
Es autor de numerosas obras de sociología. Su obra, en su mayoría en la estela de Durkheim, ha estado sin embargo marcada por la influencia de Bergson, de quien fue alumno. Escribió una Tesis notable sobre La clase obrera y los niveles de vida, y en su obra más célebre, La Mémoire collective, estudia el concepto de memoria colectiva, creado por él.

## LaMémoire collective
La definición básica del espacio tiene dos significados diferentes. En el sentido literal trata de una parte del espacio físico apoderado por el hombre [VSS 1996: 868]. El sentido metafórico del espacio representa una esfera ideal en la que se encuentran tanto los diferentes grupos sociales como diferentes personas. Este sentido metafórico del espacio forma parte del libro La Mémoire collective: si un grupo social está en algún espacio, le transforma según sus ideas pero a la vez se somete bajo las cosas materiales que resisten al grupo [Halbwachs 2009: 187]. 
Los cambios en la memoria colectiva y sus consecuencias para el espacio (por ejemplo la familia se hace rica o pobre) Halbwachs lo relaciona con el ambiente urbano y el ambiente del campo. Esta teoría de relaciones entre la memoria colectiva y el ambiente del campo o la ciudad la siguen otros autores y gracias a ellos tenemos otros conceptos teóricos bien desarrollados. Un ejemplo claro es el término 'no-lugar' de Marc Augé o los términos 'locus' y 'memorial' de Paul Connerton.

## El espacio relacionado con la memoria colectiva
Según Halbwachs, el grupo social en la ciudad no siente su variabilidad e inestabilidad y eso es ante todo por la organización rígida de las redes sociales dentro de los barrios. El ejemplo de esta relación estrecha entre la ciudad y la gente se puede ver en Roma o París. Estas son ciudades centenarias que sobrevivieron a pesar de varios golpes de estado, guerras y sublevaciones. Para entender mejor la conexión entre los grupos y el ambiente urbano Halbwachs recomienda centrar nuestra atención en las partes más antiguas de la ciudad y en las partes aisladas. Lo básico es observar el comercio en la ciudad, producción e interacciones entre la gente; todo esto se centra en las partes de las afueras de la ciudad [Halbwachs 2009: 189, 191].
Por otro lado, existe el concepto del espacio de Pierre Nora. Nora afirma que el hombre en la actualidad no vive mediante su memoria sino que necesita relacionar la memoria con lugares. Por tanto este tipo de memoria conectado con un lugar es indirecto y Nora le llama historia [Nora 2010: 42]. La teoría de Nora está de acuerdo con Halbwachs en que la memoria siempre procede de una comunidad. Halbwachs dice que existen tantas posibles interpretaciones del espacio como comunidades hay [Halbwachs 2009: 223].

## Concepto de no-lugar
El concepto de no-lugar representa un lugar que no se puede describir por algunas relaciones, no le podemos atribuir una historia ni una identidad [Augé 1995: 77–78]. Así que según esta definición podemos considerar como no-lugares los aeropuertos, las redes de telecomunicaciones, supermercados o carreteras, etc. [Cresswell 2004: 46]. Es decir, podemos caracterizar el no-lugar  por la temporalidad y por lo pasajero.
A pesar de que Marc Augé ve las autopistas, carreteras y los aeropuertos como ejemplos de no-lugares, estos lugares se pueden denominar también como lugares de la memoria colectiva según los define Halbwachs. Lo declaran los nombres de algunos aeropuertos: el aeropuerto de Václav Havel en Praga o el aeropuerto de Charles de Gaulle en París. Cuando nombramos un aeropuerto con el nombre de algún personaje célebre el espacio se transforma en un monumento que puede representar algo pasado mediante algo actual [Connerton 2009: 7–10]. Si la gente se reúne a largo plazo en un lugar, dentro de poco tiempo este lugar se conecta con la memoria colectiva. Es como si hiciéramos una línea que marca un lugar concreto y ese lugar empezara a significar un tipo de recuerdos comunes [Halbwachs 2009: 223]. Después da igual si la gente se encuentra regularmente en la plaza (según Augé es lugar) o si se encuentra en el supermercado o aeropuerto (no-lugares según teorías de Augé) porque en ambos casos habrá memoria colectiva.

## Obra
- Leibniz, Mellotté, 1907

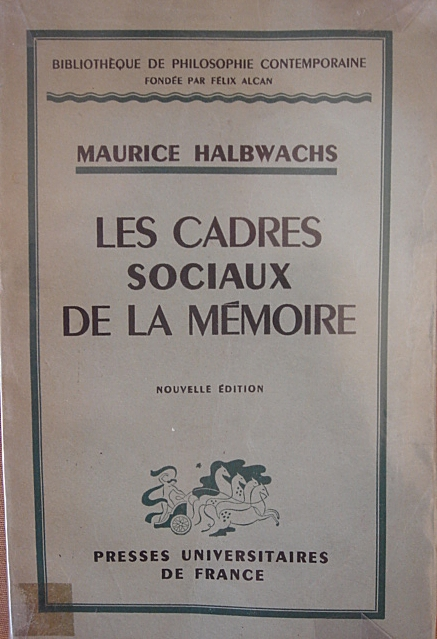
Les Cadres sociaux de la mémoire, una de la más célebres creaciones de Halbwachs

- La classe ouvrière et les niveaux de vie (thèse de doctorat), Alcan, Paris, 1913 Leerlo en línea
- Les Cadres sociaux de la mémoire, Alcan, 1925 Leerlo en línea
- La Population et les tracés de voies à Paris depuis cent ans, PUF, 1928
- Les Causes du suicide, Alcan, 1930 Leerlo en línea
- Morphologie sociale, Colin, 1930
- "L'Espèce humaine du point de vue du nombre", in Encyclopédie française, tomo VII, París, 1936 (en colaboración con Alfred Sauvy)
- La Topographie légendaire des Évangiles en Terre Sainte; étude de mémoire collective, 1941
- La Mémoire collective, 1950 Leerlo en línea

## Aclaración
- Este artículo en su versión francesa contenía parte o la totalidad de un documento de la página La vie rémoise (reproducción autorizada).